# 联盟动画电影
联盟动画电影（俄语：Союзмультфильм）是位于俄罗斯莫斯科的一家动画电影制片厂，成立于1936年6月10日。
该制片厂曾是前苏联时期最有影响力的动画工作室，在其存续期间共拍摄了1530部影片，较为著名的作品有《小熊维尼》（Винни-Пух）、《鳄鱼盖纳》（Крокодил Гена）、《切布拉什卡》（Чебурашка）、《兔子，等着瞧！》（Ну, погоди!）等。
苏联解体后，该制片厂转为承包制。1999年重新收为国有。2004年俄罗斯政府将其拆分为两家独立的公司：负责市场和行政管理的联盟动画电影基金会（«Фильмофонд Киностудии «Союзмультфильм»）和负责创作的联盟动画电影工作室（«Творческо-производственное объединение «Киностудия «Союзмультфильм»）。

## 图像

1988年苏联出版的联盟动画电影邮票
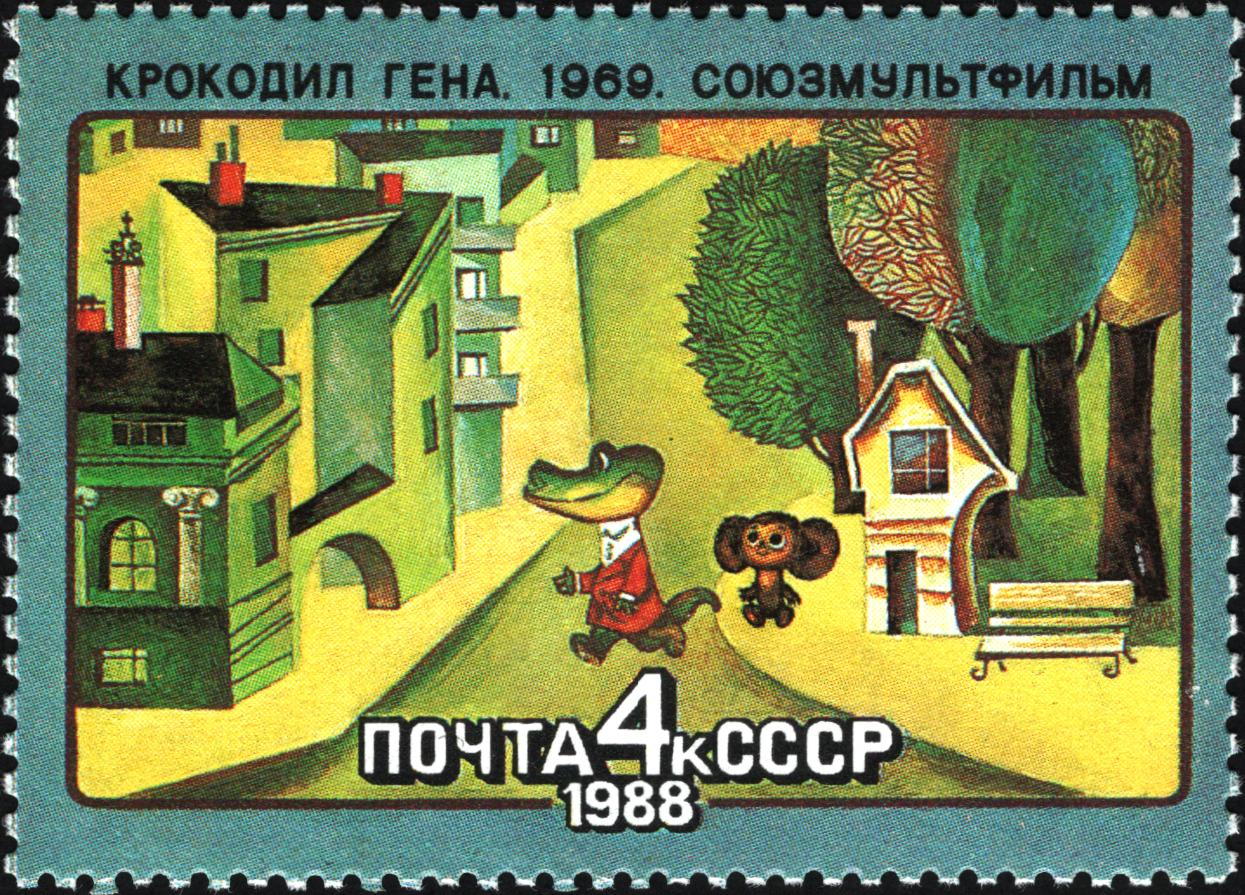
鳄鱼盖纳
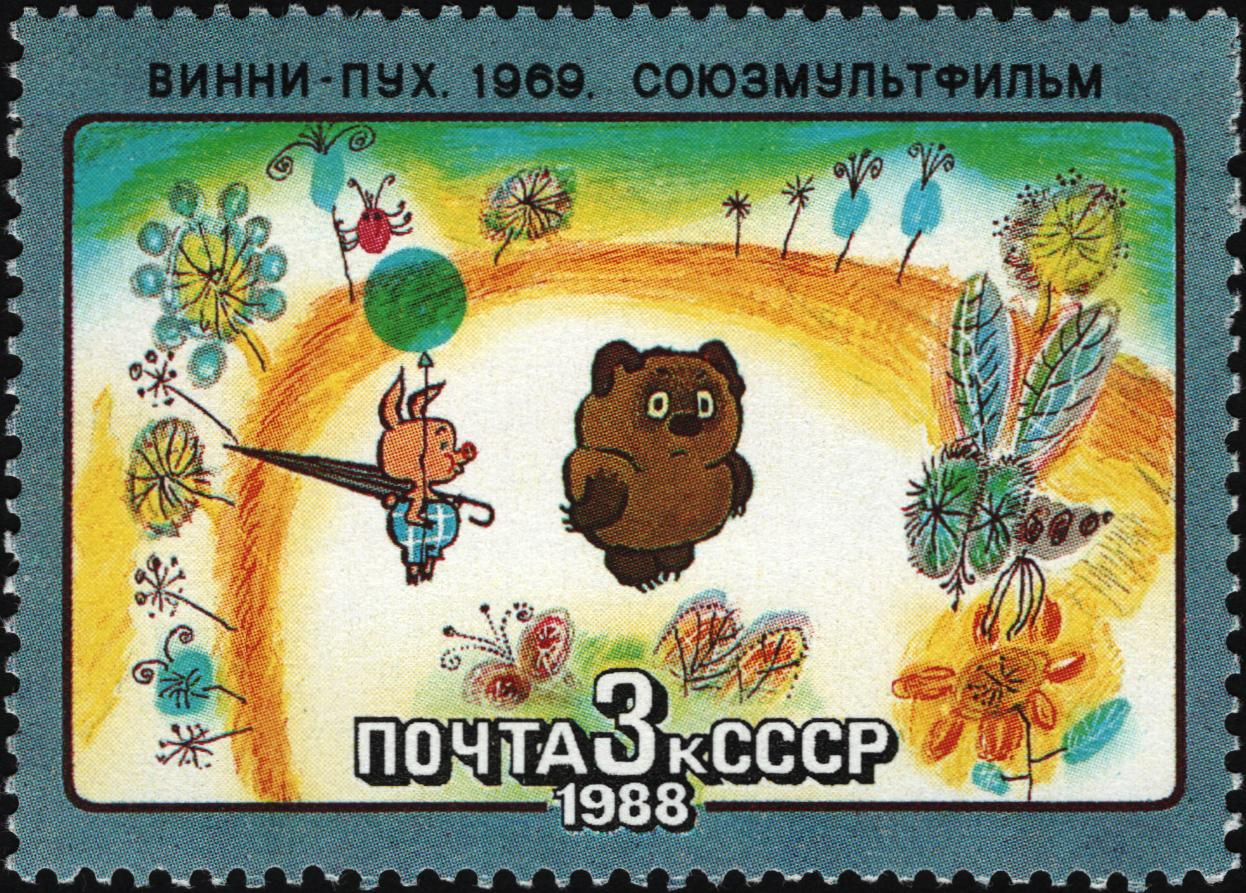
小熊维尼
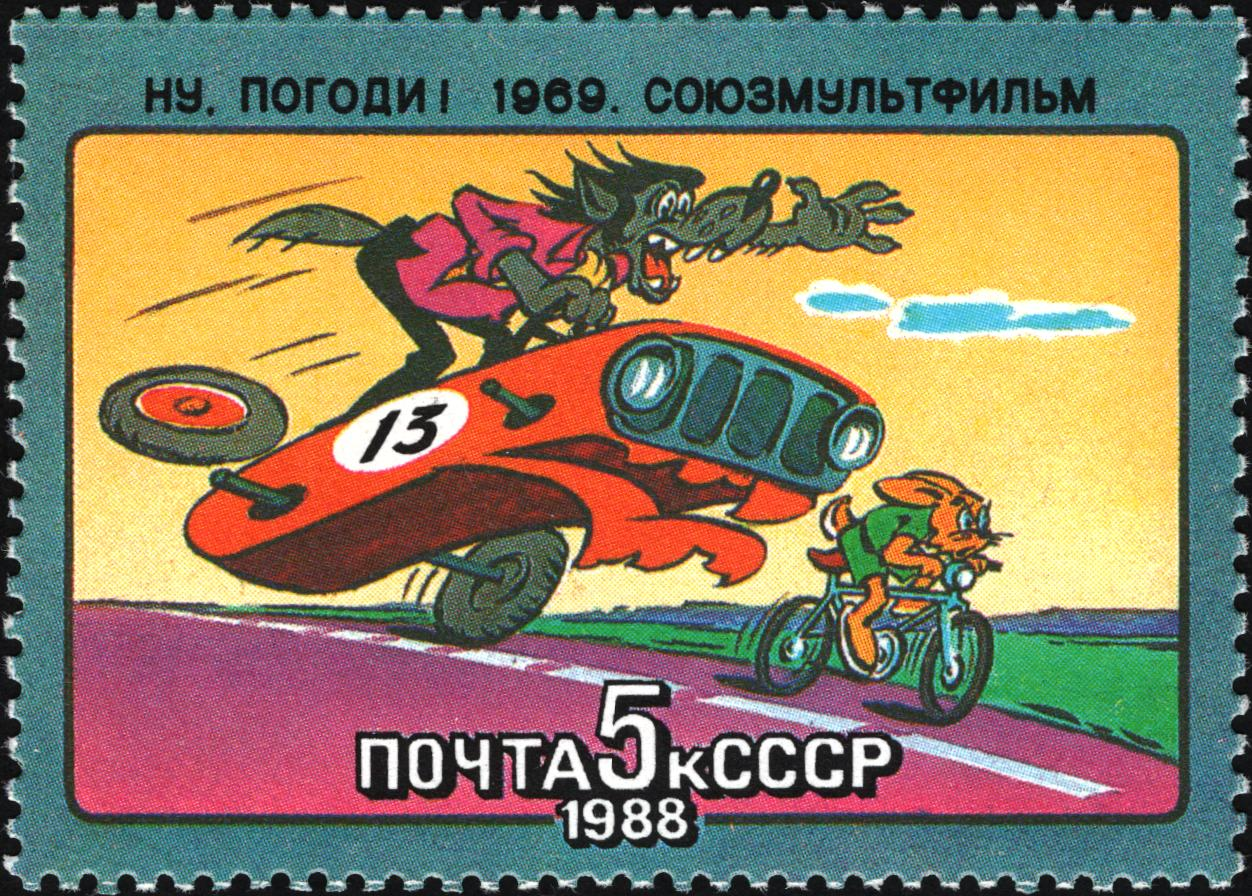
兔子，等着瞧！
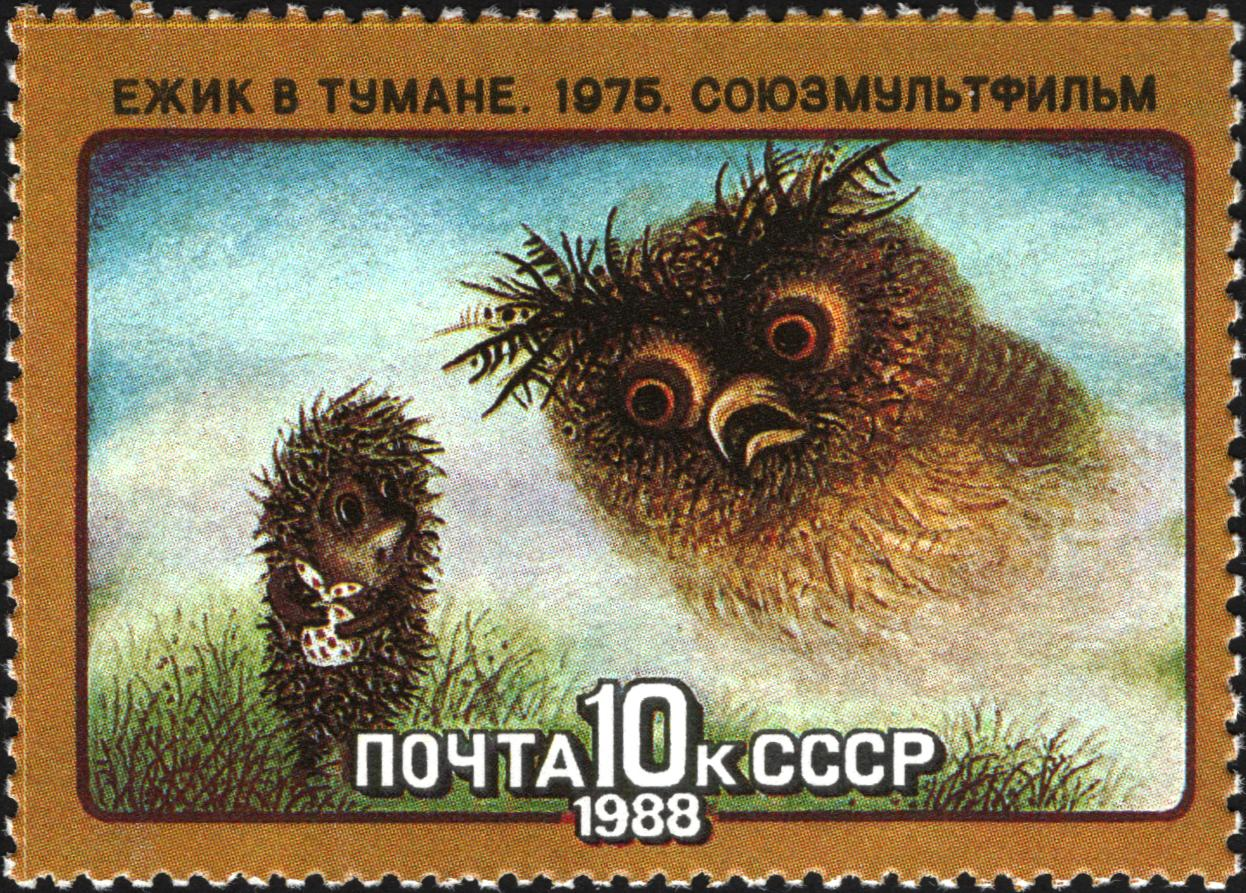
雾中的刺猬